# Алексеевка (Солонянский район)
Алексе́евка (укр. Олексіївка) — село,
Никольский сельский совет,
Солонянский район,
Днепропетровская область,
Украина.
Код КОАТУУ — 1225084307. Население по переписи 2001 года составляло 32 человека .

## Географическое положение
Село Алексеевка находится на правом берегу реки Днепр,
выше по течению на расстоянии в 0,5 км расположено село Звонецкое,
ниже по течению на расстоянии в 0,5 км расположено село Никольское-на-Днепре,
на противоположном берегу — село Запорожец.

## История
- Названа в честь казака – лоцмана, хозяина хутора Алексея Довгого, из рода Запорожских характерников. Который встречал лично Екатерину вторую с Потемкиным во время  их путешествия в Крым.  Спускал по Днепру их корабли через пороги. Дед нынишнего наследника  встречал Тараса Шевченко в своем хуторе. Отец дружил с Яворницким. Есть в настоящее из рода Довгих наследник, который перешел официально на фамилию матери польской княгини. Таким образом он иногда посещает родовое гнездо своих предков, и сохраняет архив. На собственность хутора не претендует, так как является древле -православным духовным деятелем. Вся земля принадлежит Богу. Его друзья это профессор Поповский, Юрий Кибец, художник Беркута Коммунар, Виктор Корж , Галина Шамрай, и многие другие культурные деятели нашей области и Украины. Живет наследник в центре города Днепр, в своей квартире в частном секторе. Адрес знают в Университете как православного батюшку. ·                   В 1989 году по переписи в селе проживало 40 человек.